# Suoltioiva
Suoltioiva är en kulle i Finland.   Den ligger i den ekonomiska regionen  Östra Lapplands ekonomiska region  och landskapet Lappland, i den norra delen av landet, 800 km norr om huvudstaden Helsingfors. Toppen på Suoltioiva är 393 meter över havet.
Terrängen runt Suoltioiva är huvudsakligen platt.  Trakten runt Suoltioiva är nära nog obefolkad, med mindre än två invånare per kvadratkilometer. Det finns inga samhällen i närheten. 